# Río Spey
El río Spey es un corto  río costero de la vertiente del mar del Norte del Reino Unido que discurre por el noreste de Escocia, el segundo más largo y el más rápido de Escocia. Es importante para la pesca de salmón y la producción de whisky.

## Curso del río
Nace a unos 300 metros en el lago Spey en el bosque Corrieyairack de la región Highlands (Tierras Altas Escocesas), 16 km al sur de Fort Augustus. Fluye por Newtonmore y Kingussie, cruzando el lago Insh antes de llegar a Aviemore al inicio de Strathspey ('valle del Spey'). De allí, fluye otros 96 km hacia el noreste hasta llegar al estuario mayor conocido como Moray Firth.
El Spey cambia de curso con mucha frecuencia, o gradualmente por procesos de sedimentación y erosión, o en cuestión de horas cuando está crecido. El Spey crece rápidamente por sus amplias áreas de aporte en las montañas, por las lluvias o el deshielo.  

## Industria

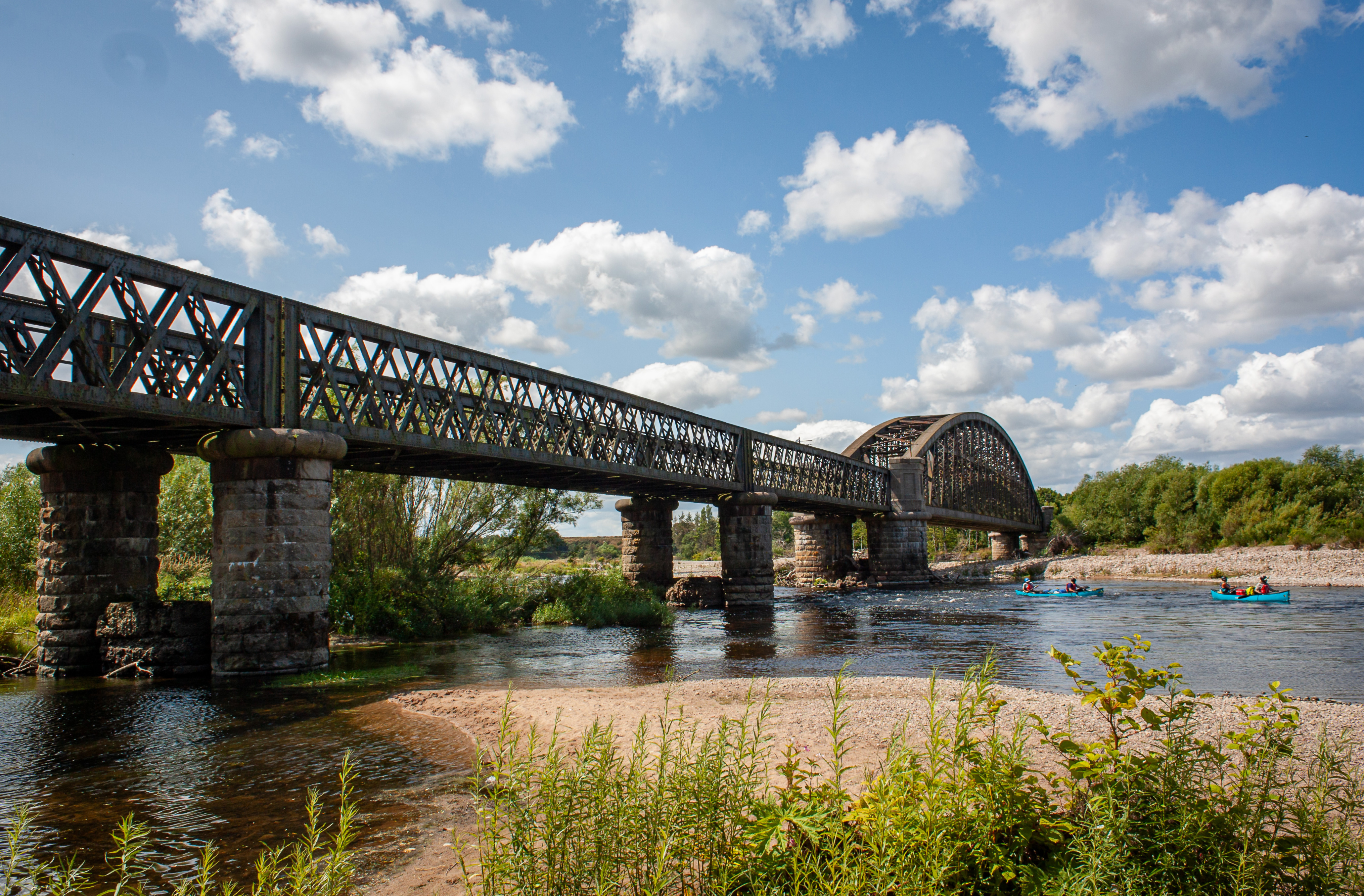
El Río Spey en racha en Garmouth cerca de viejo puente del ferrocarril

Tradicionalmente el río ha sido eje de muchas industrias locales, desde la pesca de salmón a la construcción naval. Hace tiempo, Garmouth fue uno de los centros más importantes de la Gran Bretaña para la construcción naval. La madera de los bosques alrededor de Aviemore y Aberlour se llevó río abajo para la construcción de naves de casco de madera.
El río es conocido por la calidad de la pesca de salmón y trucha. Las destilerías de Speyside producen más whisky de malta que ninguna otra región de Escocia.
El Speyside Way es un camino de larga distancia que sigue el río por los lugares más bellos de Morayshire. 
El Spey es un río singular porque fluye más rápidamente cuando se acerca a su desembocadura.  El promedio del caudal es 16 m/s, lo cual convierte el río en el más rápido de Escocia y uno de los más rápidos de la Gran Bretaña.